# Эспарцет изящный
Эспарце́т изя́щный, или Эспарцет грацио́зный, или Воробьи́ный горо́х (лат. Onobrýchis grácilis) — вид двудольных растений рода Эспарцет (Onobrychis) семейства Бобовые (Fabaceae). Таксономическое название опубликовано австрийско-российским ботаником Вилибальдом Готлибовичем Бессером в 1822 году.

## Распространение, описание
Распространён на Балканах, в России, Сирии, Турции, а также на Крымском полуострове.
Многолетнее травянистое растение. Листья сложные, овальной или эллиптической формы. Цветки с пятью лепестками. Плод — боб.

## Значение
Используется как кормовое растение.

## Охранный статус
Растение включалось в Красную книгу Севастополя.

## Синонимы
Синонимичные названия:
- Onobrychis gracilis var. longeaculeata Pacz.
- Onobrychis gracilis subsp. turcica Sirj.
- Onobrychis longeaculeata (Pacz.) Wissjul.
- Onobrychis paczoskiana Krytzka
- Onobrychis petraea sensu Besser

Подвид — Onobrychis gracilis subsp. bulgarica (Jordanov) Kozuharov.